# Friderik Viljem III. Pruski
Friderik Viljem III. (nemško Friedrich Wilhelm III.) je bil volilni knez Brandenburga in od leta 1797 do 1840 kralj Prusije  * 3. avgust 1770, Potsdam, Kraljevina Prusija, † 7. junij 1840, Berlin,  Kraljevina Prusija. 
Vladal je v težavnem obdobju napoleonskih vojn in razpada Svetega rimskega cesarstva. Po porazu v bitki pri Jeni leta 1806 je spretno krmaril med Francijo in njenimi nasprotniki in se na koncu nerad pridružil Napoleonovim nasprotnikom v nemški kampanji leta 1813 (Befreiungskriege). Po Napoleonovem dokončnem porazu je kot kralj zastopal Prusijo na Dunajskem kongresu, na katerem so se reševala politična vprašanja, ki so izhajala iz novega ponapoleonskega reda v Evropi. Odločno je sklenil združiti protestantske cerkve in poenotiti njihovo bogoslužje, organizacijo in celo arhitekturo. Njegov dolgoročni cilj je bil popolnoma centraliziran kraljev nadzor nad vsemi protestantskimi cerkvami v Pruski zvezi cerkva.

## Vojaška kariera
Leta 1784 je postal poročnik v pruski vojski, leta 1790 polkovnik; sodeloval je v bojih proti Francozom v letih 1792-94. Bil je eden izmed pomembnejših generalov, ki so se borili med Napoleonovo invazijo na Rusijo; posledično je bil njegov portret dodan v Vojaško galerijo Zimskega dvorca.

## Družina
Imel je naslednje otroke:
- mrtvorojena hčerka (1. oktober 1794)
- Friderik Viljem IV. Pruski (1795-1861)
- Viljem I. Pruski (1797-1888)
- Šarlota (1798-1860)
- Friserika (1799-1800)
- Karel (1801-1883)
- Aleksandrina (1803-1892)
- Ferdinand (1804-1806)
- Luiza (1808-1870)
- Albert (1809-1872)